# Surintendante de la Maison de la Reine

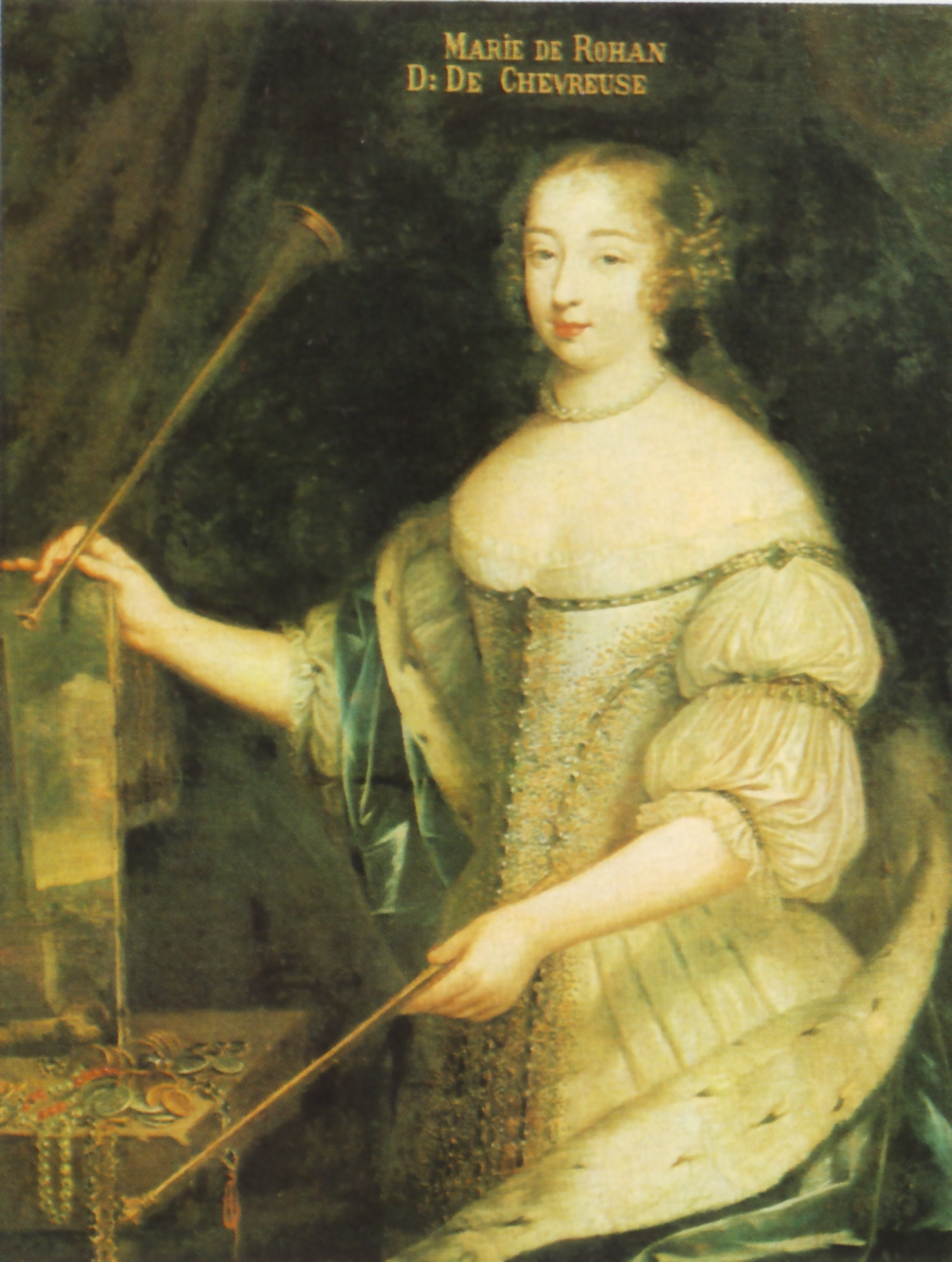
Marie de Chevreuse, pro kterou byl post Surintendante de la Maison de la Reine v roce 1619 vytvořen.

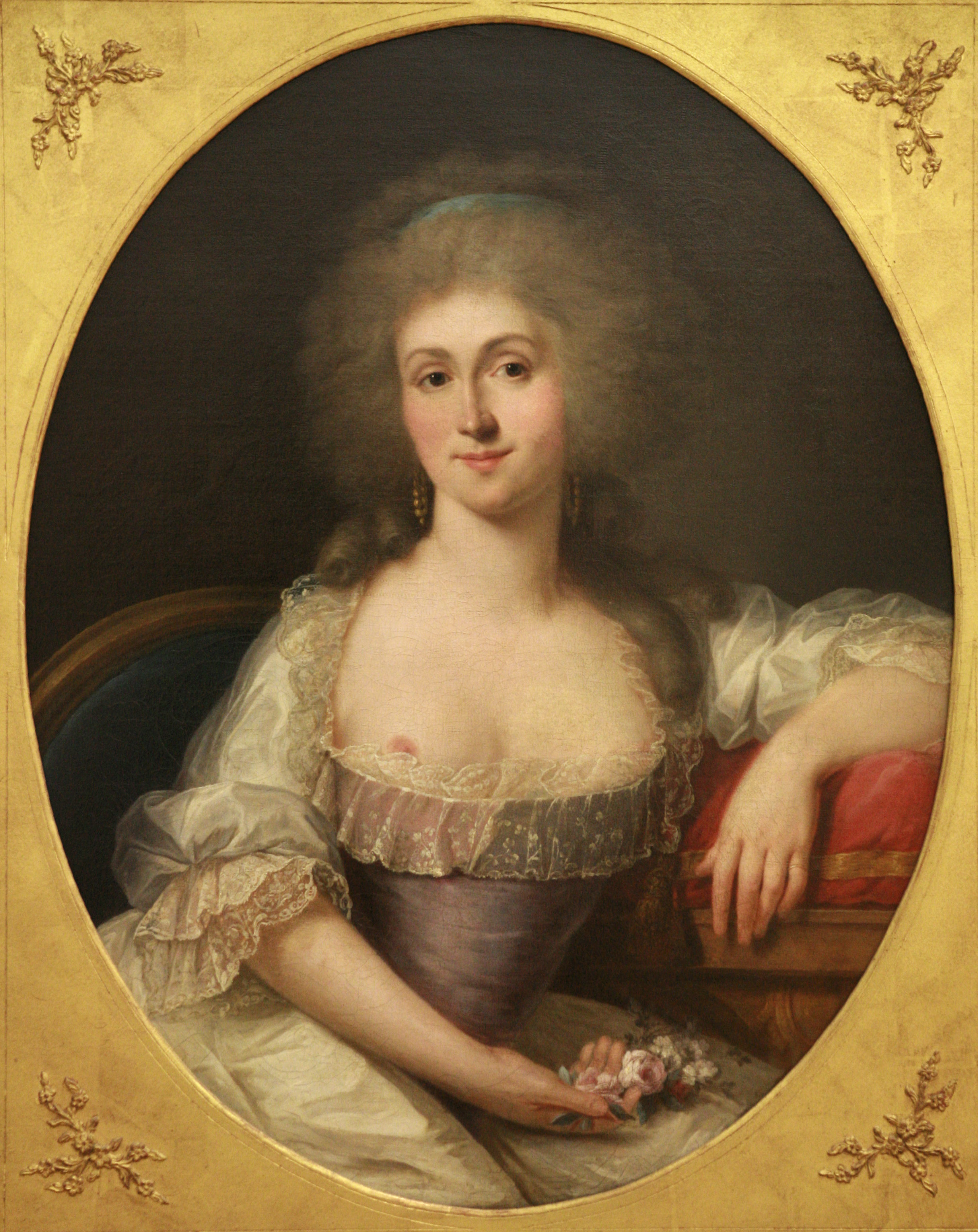
Marie Luisa Tereza Savojská, princezna de Lamballe, Joseph Duplessis

Surintendante de la Maison de la Reine (česky vrchní správkyně královniny domácnosti či (vrchní) intendantka královniny domácnosti) nebo pouze Surintendante, byla  od roku 1619 do francouzské revoluce vyšší dvorní dáma u královského francouzského dvora, která měla na starosti chod královniny domácnosti. Surintendante byla vybírána z členů nejvyšší francouzské šlechty.

## Historie
Úřad vznikl v roce 1619. Surintendante a guvernantka dětí Francie byly jedinými ženskými úředníky ve Francii, které skládaly přísahu věrnosti samotnému králi.
Surintendante měla přibližně stejné úkoly jako dame d'honneur (druh dvorní dámy): přijímání přísahy ženského personálu před jeho nástupem do funkce a dohled nad ním a každodenním režimem královny, stejně jako organizace účtů a seznamu zaměstnanců, ale byla umístěna v hodnosti nad dame d'honneur. Kdykoli surintendante chyběla, nahradila ji dame d'honneur. Post surintendante mohl zůstat dlouho neobsazený a mezi smrtí Marií Anny Bourbonské v roce 1741 a nástupem princezny Marie Luisy Savojské v roce 1775 byl tento post zrušen.
Za druhého císařství byl ekvivalentem surintendante post Grande-Maitresse, formálně jako nejvyšší ženský úřad u dvora, ale ve skutečnosti se stejnými úkoly jako dame d'honneur.

## Seznam Surintendante de la Maison de la Reine francouzských královen

### SurintendanteAnny Rakouské1619–1666
- 1619–1637: Marie de Rohan
- 1657–1666: Anna Marie Martinozzi

### SurintendanteMarie Terezy Habsburské1660–1683
- 1660–1661: Anna Gonzagová
- 1661–1679: Olympie Manciniová
- 1679–1683: Françoise de Rochechouart

### SurintendanteMarie Leszczyńské1725–1768
- 1725–1741: Marie Anna Bourbonská
- 1741–1768: titul zrušen

### SurintendanteMarie Antoinetty1775–1792
- 1775–1792: Marie Tereza Luisa Savojská